# Stygiomedusa
Genre
Espèce
Synonymes
- Diplulmaris gigantea
- Stygiomedusa fabulosa
- Stygiomedusa stauchi

Stygiomedusa est un genre monotypique de Cnidaires de la famille des Ulmaridae. L’unique espèce connue est Stygiomedusa gigantea

## Publication originale
- (en) Edward T. Browne, « Coelenterata V. Medusae », Natural History, Musée américain d'histoire naturelle, vol. 5,‎ 1910, p. 1-62 (ISSN 0028-0712, OCLC 1759475, lire en ligne).